# Vosges
Vosges (88) is een Frans departement in de regio Grand Est. De naam is ontleend aan de Franse naam voor het gelijknamige gebergte. 

## Geschiedenis
Dit departement behoort tot de 83 departementen die op 4 maart 1790 tijdens de Franse Revolutie werden gecreëerd krachtens de wet van 22 december 1789. In 1793 besloot het prinsdom Salm, een enclave met als hoofdstad Senones, zich bij Vosges aan te sluiten, nadat de prins van Salm was gevlucht. In 1795 werd het kanton Schirmeck, dat deel uitmaakte van het departement Bas-Rhin, toegevoegd aan Vosges.
Per 18 mei 1871 stond Frankrijk krachtens het Verdrag van Frankfurt het kanton Schirmeck en een deel van het kanton Saales van Vosges af aan Duitsland; vier procent van het grondgebied van Vosges. In 1919 kwamen deze gebieden krachtens het Verdrag van Versailles weer aan Frankrijk, maar ze werden nu onderdeel van het arrondissement Molsheim in het departement Bas-Rhin (Elzas).
Vosges was tijdens de Franse Revolutie het eerste departement dat een bijdrage betaalde voor het leger van de Franse Republiek. Ter ere hiervan werd in 1799 het Place Royal in Parijs omgedoopt tot Place des Vosges.

## Geografie
Het departement van de Vogezen maakt deel uit van Lotharingen en wordt omgeven door de departementen Meuse en Meurthe-et-Moselle in het noorden; Bas-Rhin en Haut-Rhin in het oosten, Territoire de Belfort en Haute-Saône in het zuiden; en Haute-Marne in het westen. Het departement behoort tot de regio Grand Est.
Vosges heeft als bijzonderheid dat het in het stroomgebied van drie rivieren ligt: dat van de Rijn via de Moezel en zijn zijrivieren, waaronder de Vologne en de Meurthe; dat van de Rhône via de Saône; en dat van de Maas in het uiterste zuidwesten, waar deze de Vair opneemt.
Vosges kent twee verschillende landschappen. Westelijk van Épinal bestaat het uit heuvels die met loofbos zijn bedekt. Het oostelijke deel van Vosges ligt hoger en bestaat uit graniet- en zandsteengebergte dat is bedekt met naaldwoud. De hoogst gelegen gebieden maken deel uit van het regionaal natuurpark Ballons des Vosges. 
Vosges bestaat uit drie arrondissementen:
- Arrondissement Épinal
- Arrondissement Neufchâteau
- Arrondissement Saint-Dié-des-Vosges

Vosges bestaat uit 17 kantons:
- Kantons van Vosges.

Vosges bestaat uit 515 gemeenten:
- lijst van gemeenten in het departement Vosges

### Plaatsen
Enkele bekende gemeenten zijn:
- Contrexéville
- Domrémy-la-Pucelle: geboortedorp van Jeanne d'Arc
- Épinal
- Gérardmer
- Vittel

## Demografie

### Demografische evolutie sinds 1962
| Naam       | Index 1962 | Index 1968 | Index 1975 | Index 1982 | Index 1990 | Index 1999 | Index 2008 | Index 2019 |
| ---------- | ---------- | ---------- | ---------- | ---------- | ---------- | ---------- | ---------- | ---------- |
| Vosges     | 100,0      | 102,0      | 104,5      | 104,0      | 101,5      | 100,1      | 99,9       | 95,8       |
| Frankrijk* | 100,0      | 107,1      | 113,3      | 117,0      | 121,9      | 126,0      | 133,8      | 140,1      |

| Naam       | Inw./km² 1962 | Inw./km² 1968 | Inw./km² 1975 | Inw./km² 1982 | Inw./km² 1990 | Inw./km² 1999 | Inw./km² 2008 | Inw./km² 2019 |
| ---------- | ------------- | ------------- | ------------- | ------------- | ------------- | ------------- | ------------- | ------------- |
| Vosges     | 64,8          | 66,1          | 67,7          | 67,4          | 65,8          | 64,9          | 64,7          | 62,1          |
| Frankrijk* | 84,2          | 90,1          | 95,4          | 98,5          | 102,7         | 106,1         | 112,7         | 119,7         |

Frankrijk* = exclusief overzeese gebieden
Bron: Recensement Populaire INSEE - 1962 tot 1999 population sans doubles comptes, nadien Population Municipale
Op 1 januari 2022 had Vosges 358.700 inwoners.

### De 10 grootste gemeenten in het departement
| #  | Gemeente             | Aantal inwoners (2022) |
| -- | -------------------- | ---------------------- |
| 1  | Épinal               | 32.296                 |
| 2  | Saint-Dié-des-Vosges | 19.324                 |
| 3  | Golbey               | 8.827                  |
| 4  | Thaon-les-Vosges     | 8.433                  |
| 5  | Gérardmer            | 7.685                  |
| 6  | Remiremont           | 7.500                  |
| 7  | Neufchâteau          | 6.507                  |
| 8  | Raon-l'Étape         | 6.011                  |
| 9  | Rambervillers        | 5.032                  |
| 10 | Vittel               | 4.766                  |

## Bezienswaardigheden
In het departement de Vogezen ligt het regionaal natuurpark Ballons des Vosges en het gebergte de Vogezen.
Regionaal natuurpark Vosges du Nord ligt op enkele tientallen kilometers ten noorden van de Vogezen op de grens van de Bas-Rhin en de Moselle.

## Afbeeldingen

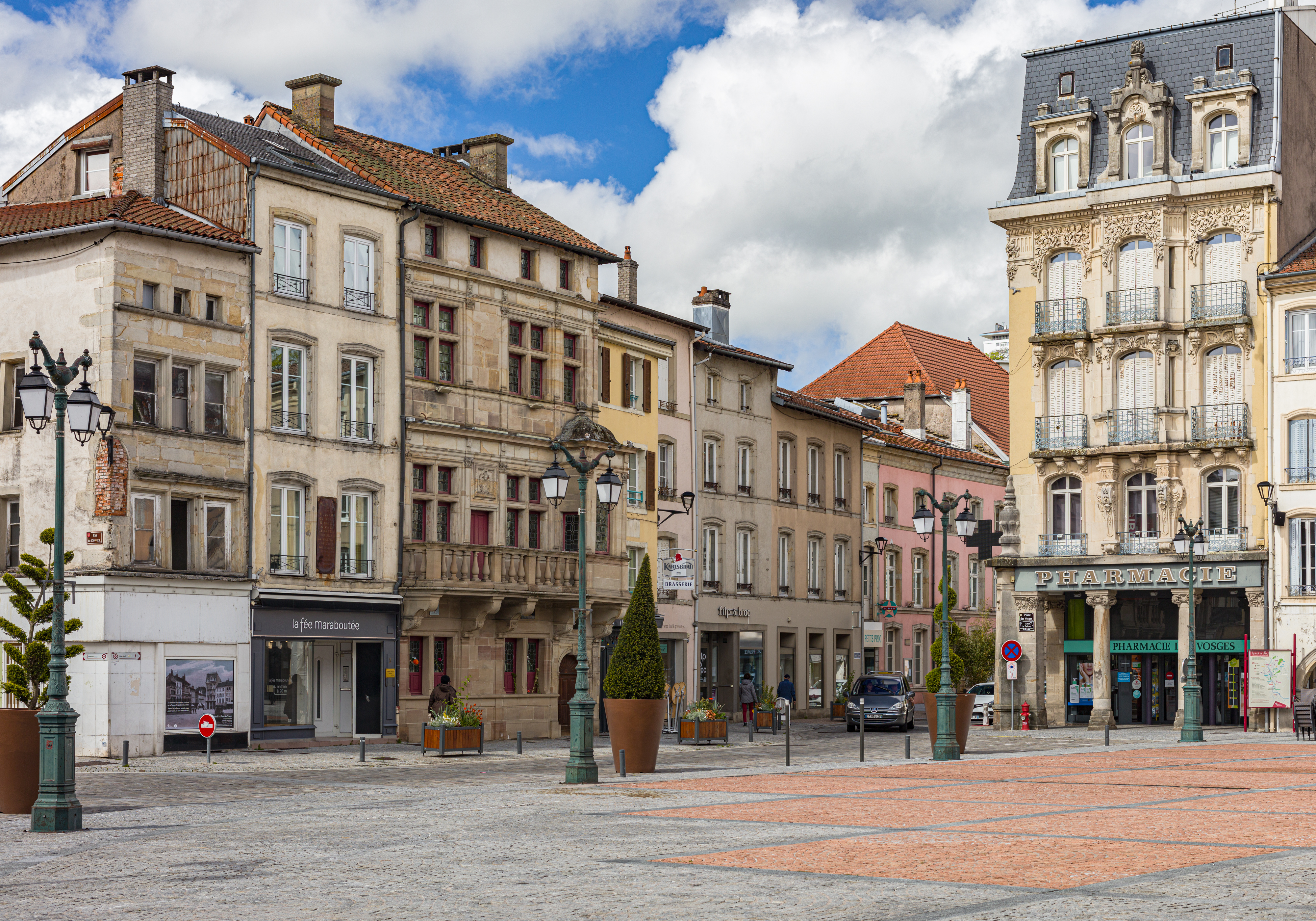
Place des Vosges, Épinal
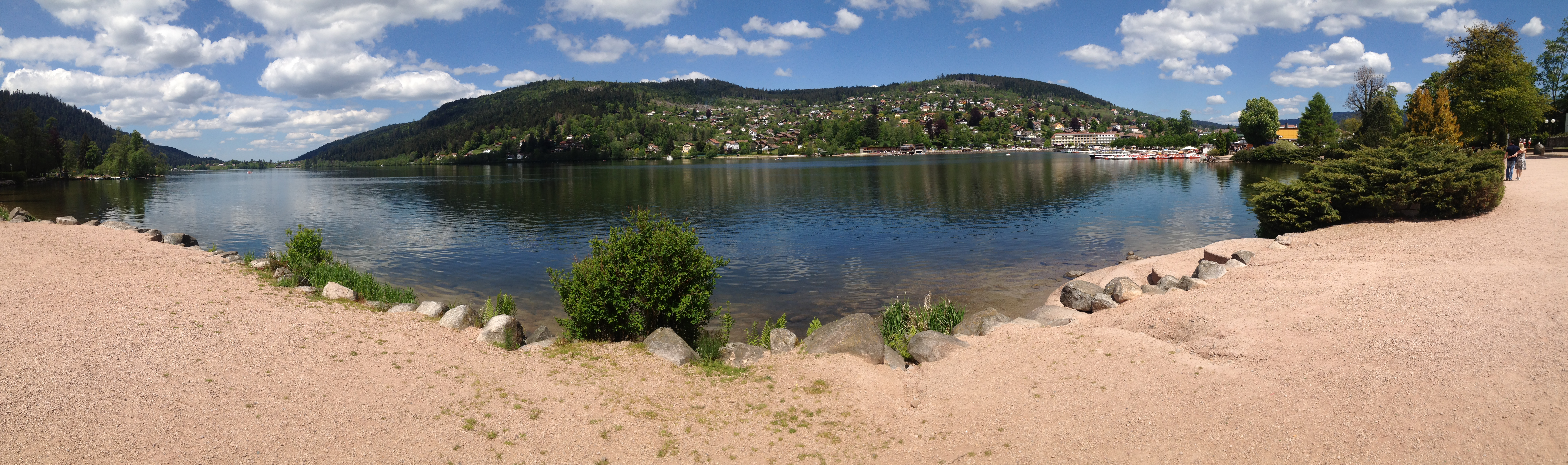
Meer van Gérardmer
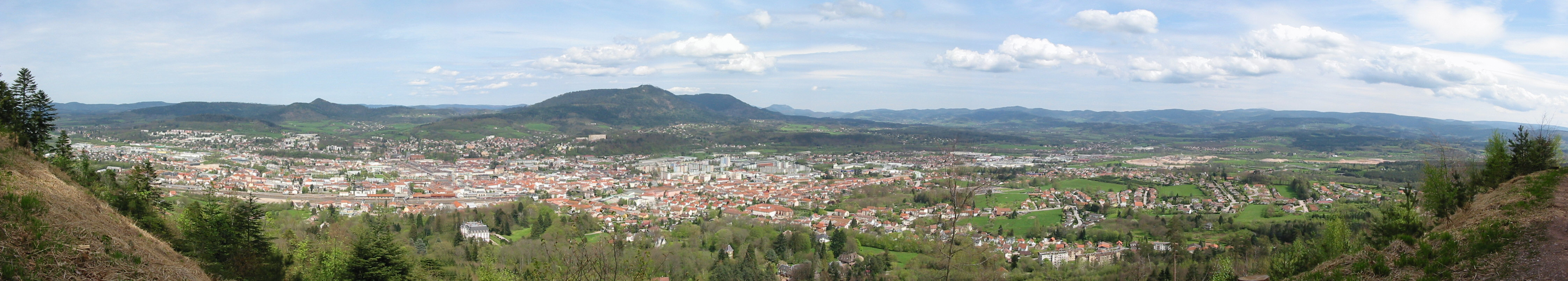
Saint-Dié-des-Vosges
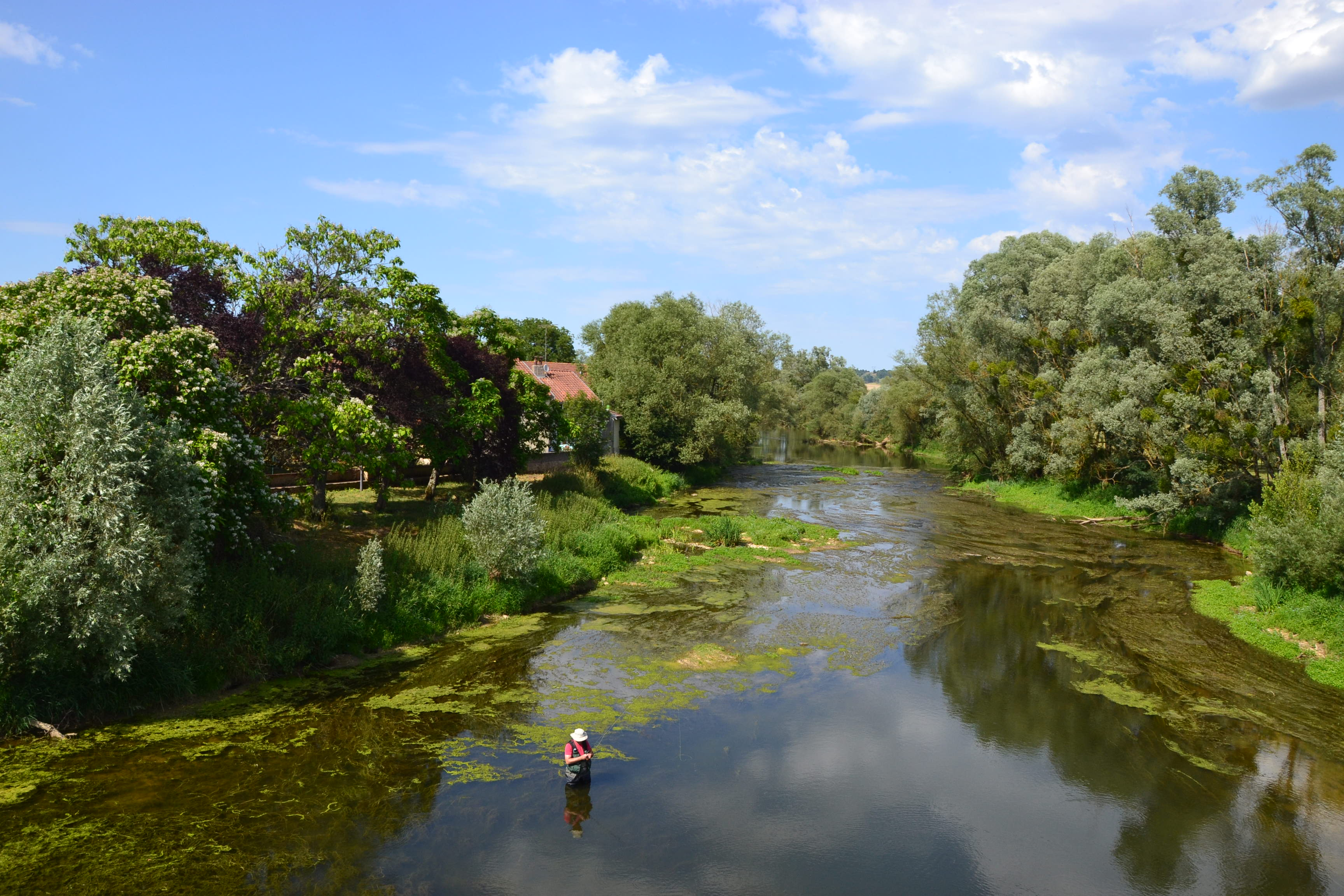
De Maas bij Domremy-la-Pucelle